# Tokyo Dome City Hall
El Tokyo Dome City Hall (東京ドームシティホール?), anteriormente conocido como el JCB Hall (JCBホール?) es un recinto multipropósito ubicado al interior del Tokyo Dome City en la ciudad de Tokio. Se encuentra al otro extremo del Tokyo Dome y en él se han realizado diversos eventos de todo tipo, incluyendo eventos de boxeo y conciertos en vivo. Abrió el  19 de marzo de 2008 y hasta el 31 de marzo de 2011 fue patrocinado por la compañía de crédito JCB Co..